# Ivan Khabarov
Ivan Nikititch Khabarov est un militaire soviétique.

## Biographie
Au début de la guerre d'hiver, il commande la 8e armée. Il est retiré de son poste le 13 décembre 1939 en raison d'échecs stratégiques. Il sert dans la logistique militaire pour le reste de la guerre.
Pendant la Seconde Guerre mondiale, il devient le chef de l'école militaire dans le district militaire de l'Oural. En décembre 1943, il est nommé vice-commandant de la 2e armée de choc. Il démissionne pour des raisons de santé le 26 mai 1950.